# F24 AG
Die F24 AG ist ein international tätiges Softwareunternehmen mit Sitz in München. F24 bietet digitale SaaS-Lösungen für Krisenmanagement, Massenalarmierung, Business Continuity und Governance, Risk und Compliance (GRC) an. F24 betreut über 5.500 Kunden in über 120 Ländern und verfügt über mehr als 20 Standorte in Europa und darüber hinaus.

## Geschichte
F24 wurde im Jahr 2000 von Christian Götz und Ralf Meister gegründet und begann mit einem Alarmierungssystem für Notfälle und Krisen. Seit 2016 erfolgten mehrere strategische Übernahmen zur Portfolioerweiterung und internationalen Expansion. 2024 übernahm die Private-Equity-Gesellschaft Altor die Mehrheit von Hg Capital.

## Marktstellung und Bewertungen
F24 wurde 2018 als erstes europäisches Unternehmen im Gartner Market Guide for Emergency/Mass Notification Services (EMNS) gelistet und erfüllte die strengen Anforderungen des Instituts. Diese Aufnahme unterstreicht die Bedeutung von F24 als Anbieter von Lösungen für Krisenmanagement und Alarmierung.
Im Jahr 2023 wurde F24 von Forrester Research in der Forrester Wave™: Critical Event Management Platforms, Q4 2023 als einer der zehn global relevanten Anbieter aufgeführt. Diese Bewertung zeigt die globale Relevanz der Produkte von F24 im Bereich des kritischen Ereignismanagements.

## Produkte
Zu den bekanntesten Produkten des Unternehmens zählen:
- FACT24: Plattform für Krisenmanagement und Alarmierung[8]

- eCall: Kommunikationslösung für vertrauliche und Massenbenachrichtigungen[9]
- TopEase: Governance, Risk und Compliance Management[10]
- CIM: Management von Qualitäts-, Sicherheits- und Notfallprozessen[11]

## Zertifizierungen
Die F24 AG verfügt über Zertifizierungen nach den internationalen Standards ISO/IEC 27001 (Informationssicherheitsmanagement) und ISO 22301 (Business Continuity Management). Diese Zertifizierungen werden regelmäßig durch unabhängige akkreditierte Institutionen überprüft und rezertifiziert.
Als weltweit erstes Unternehmen ließ F24 ein integriertes Managementsystem für Informationssicherheit (ISMS) und Business Continuity Management (BCMS) durch die British Standards Institution (BSI) zertifizieren.